# Bastille (fort)
Een bastille (naar het provençaalse woord bastida) is een vestingwerk dat zich aan de toegang van een stad of plaats bevindt. Het neemt vaak de vorm aan van een burcht gelegen aan de stadstoegang. Men moet een bastille overigens niet verwarren met een Barbacane, die zijn meestal kleiner en kunnen ook van tijdelijke aard zijn om een stad tijdens een belegering te kunnen beschermen.

## Enkele voorbeelden
- Zonder meer de bekendste is de Bastille van Parijs. Deze is in 1789 zorgvuldig afgebroken.
- De Bastille van Grenoble.
- De bastilles van de vesting van Lübeck

## Fotogalerie
|  |  |  |
|  |  |  |